# Суржик
Суржик (укр. суржик), у изворном значењу „брашно или хлеб направљено од мешаног жита“, на пример, пшенице и ражи), је мешани језик или социолект који користи 15–20% украјинског становништва.
Мешавина је украјинског језика у својству супстратума са руским језиком у својству суперстратума. Руски вокабулар је комбинован са украјинском граматиком и изговором.
Вокабуларна употреба било ког од ова два језика увелико је различита, зависно од локације, или од особе до особе, зависно од образовног ступња, личних искустава, сеоској или градској средини, порекла његових интерлокутора итд. Проценат руских речи и фонетички утицаји теже степенастом расту према истоку и југу и око великих рускоговорних градова. Уобичајено се говори у већини украјинских сеоских подручја, с изузетком најзападнијих подручја, где језик не садржи елементе руског језика, затим у великим градским срединама као што су Доњецк, Харков, Луганск, а највише на Криму, где скоро целокупно становништво користи стандардни руски.
Заједничко порекло и релативно недавни разлаз руског и украјинског језика чине тешким  да се установи степен мешања у вернакулару ове врсте.
Суржик се често користи у хумористичке сврхе. На пример, кратки књижевни комади које је написао Лес Подервјански.
Трасјанка је сличан феномен у Белорусији.
1. ↑  Kиївський мiжнародний iнститут соцiології